# Lawton (North Dakota)
Lawton ist eine kleine Stadtgemeinde (City) im gleichnamigen Township des Ramsey Countys in North Dakota. Sie liegt am North Dakota Highway 1, etwa 30 km nördlich von Lakota.
Lawton ist wie das Township nach einem General George Lawton benannt, der im Spanisch-Amerikanischen Krieg kämpfte. In Lawton wurde 1899 ein Postamt eröffnet. 1900 gab es schon mehrere Geschäfte im Ort und man richtete eine Schule ein. Als Gründungsjahr der Siedlung gilt 1902, als die Eisenbahnstrecke nach Edmore gebaut wurde. 1911 gründete sich die Gemeinde Lawton.
Die Schule wurde bis 1973 schrittweise geschlossen und nach Edmore verlagert.